# Louis Néel
Louis Eugène Félix Néel, född 22 november 1904 i Lyon, död 17 november 2000 i Brive-la-Gaillarde, var en fransk fysiker.

## Biografi
Néel studerade vid Lycée du Parc i Lyon och därefter vid École Normale Supérieure i Paris. Han tog sin doktorsgrad vid universitetet i Strasbourg.
Néels bidrag till fasta tillståndets fysik har hittat många användbara tillämpningar, särskilt i utvecklingen av förbättrade datorminnen. Omkring 1930 föreslog han att en ny form av magnetiskt beteende kan finnas, kallat antiferromagnetism, i motsats till ferromagnetism. Över en viss temperatur (Néel-temperaturen) avstannar detta beteende. Néel påpekade 1947 att material också kunde uppträda med ferrimagnetism. Han har också gett en förklaring av den svaga magnetismen hos vissa stenar, vilket möjliggör studier av historien för jordens magnetfält.
Néel delade 1970 års Nobelpris i fysik med Hannes Alfvén och fick det med motiveringen ”för grundläggande insatser och upptäckter rörande antiferromagnetism och ferrimagnetism som lett till betydelsefulla tillämpningar inom det fasta tillståndets fysik”. 